# Lindheimera teksańska
Lindheimera teksańska (Lindheimera texana A.Gray & Engelm.) – gatunek rośliny z rodziny astrowatych. Reprezentuje monotypowy rodzaj lindheimera Lindheimera. Zasięg tego gatunku obejmuje stany Oklahoma i Teksas w Stanach Zjednoczonych oraz stan Coahuila w północno-wschodnim Meksyku. Rośnie w miejscach słonecznych i wilgotnych, zwykle na podłożu wapiennym. Nazwa rodzajowa upamiętnia Ferdinanda Jacoba Lindheimera (1801–1879), niemieckiego botanika osiadłego w Teksasie.
Roślina uprawiana jest jako ozdobna, głównie jako kwiat cięty.

## Morfologia
PokrójRoślina jednoroczna o pędzie w górze rozgałęzionym i wzniesionym, osiągającym od 10 do ponad 120 cm, rzadko nawet do ok. 300 cm wysokości.
LiścieSkrętoległe, tylko najwyższe czasem naprzeciwległe. Siedzące lub w górnej części pędu ogonkowe. Blaszki nagie do szorstko owłosionych, lancetowate do jajowatych, całobrzegich lub nierówno karbowanych albo ząbkowanych.
KwiatyZebrane w koszyczki wyrastające na szczytach pędów pojedynczo lub w luźnych podbaldachach. Okrywy stożkowate do półkulistych o średnicy od 5 do 12 mm. Listki okrywy wyrastają w dwóch szeregach, przy czym kilka zewnętrznych jest zwykle odgiętych. Pięć (czasem cztery) kwiatów brzeżnych jest językowatych, o koronie żółtej. Wykształcają tylko słupek i są płodne. Kwiaty w środkowej części koszyczka są rurkowate, funkcjonalnie męskie, o koronie ciemnożółtej do brązowej, zwieńczonej pięcioma równymi, trójkątnymi ząbkami.
OwoceŚcieśnione niełupki pozbawione puchu kielichowego.

## Systematyka
Gatunek z monotypowego rodzaju lindheimera Lindheimera A. Gray et Engelmann, Proc. Amer. Acad. Arts 1: 47. Dec 1846-Jan 1847. Rodzaj należy do rodziny astrowatych (Asteraceae), a w jej obrębie do podrodziny Asteroideae i plemienia Heliantheae.